# قطار تماشا

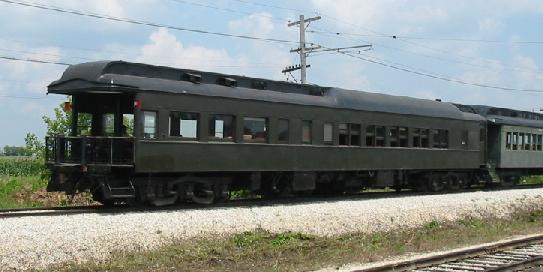

قطار تماشا، خودرو ریلی مسافری با پنجره‌های بزرگ برای آنکه مسافران بتوانند چشم‌اندازهای پیرامون را به خوبی ببینند. به اینگونه قطار در زبان انگلیسی observation railcar می‌گویند.

## منبع
- فهرست برابرنهاده‌های فرهنگستان زبان فارسی.